# 武者由幸
武者 由幸（むしゃ よしゆき、1983年9月2日 - ）は、福島県相馬市出身の日本の陸上競技選手、陸上競技指導者である。トヨタ自動車、室蘭大谷高等学校陸上部コーチ、日本大学陸上競技部長距離部門コーチを経て、2016年4月に日本大学陸上競技部駅伝監督に就任した。

## 来歴
福島県立田村高等学校を卒業した。高校時代、インターハイの3000mSCにて優勝を果たした。
2002年に日本大学へ入学し、同大文理学部を卒業した。前監督の小川聡の教え子である。大学においても3000mSCなどで活動した。1年次から箱根駅伝に出場し4年連続出走した。4年次にはキャプテンを務め、全日本大学駅伝では14年ぶり2度目の優勝を果たした。
卒業後はトヨタ自動車へ入社し、2008年に同社を退社した。
2009年より室蘭大谷高等学校陸上部コーチに就任した。
2012年に日本大学陸上競技部特別長距離部門のコーチに、2016年4月に監督に就任したが、箱根駅伝で6年連続シード権を逃した責任を取って2020年6月1日付けで退任し、大学の一般職員となった。その後再び長距離コーチに復帰している。